# María Brown Pérez
María Brown Pérez es una internacionalista y funcionaria ecuatoriana. Durante el Gobierno de Guillermo Lasso fue ministra de Educación durante todo el periodo.

## Biografía
Nació en agosto de 1983 en Quito, provincia de Pichincha. Realizó sus estudios superiores en la Universidad de San Andrés en Buenos Aires, donde obtuvo el título de Licenciada en Relaciones Internacionales en 2007. También obtuvo una maestría en Educación Especial de la Universidad Tecnológica Equinoccial, obtenida en 2015.

### Vida profesional
En 2013 se desempeñó como Analista Administrativa para el Viceministerio de Educación. Ese mismo año, y hasta 2014, fue asesora del viceministro de Educación Freddy Peñafiel Larrea y después ocupó el cargo de Subsecretaria de Educación Especial e Inclusiva entre abril de 2014 y enero de 2015. Su último cargo en el ministerio de educación fue el de Subsecretaria de Fundamentos Educativos de enero de 2015 hasta noviembre del mismo año.
En 2016 pasó a formar parte de la Oficina de la Unesco en Ecuador como Asistente de programa para el Sector de Educación y se posteriormente se desempeñó como Oficial de Educación para Bolivia, Colombia, Ecuador y Venezuela. En 2020 fue nombrada Directora Adjunta del organismo.

### Ministra de Estado
El 26 de abril de 2021 fue nombrado Ministra de Educación por el presidente Guillermo Lasso. Asumió el cargo el 24 de mayo de 2021, día en que Lasso fue posesionado, y se mantuvo hasta el último día del  periodo en 2023. Daniel Crespo, un ecuatoriano que se encontraba radicado en Chile con amplia experiencia en Educación de ese país, fue uno de sus viceministros que la acompañó en su gestión.